# 1208 (gruppo musicale)
I 1208 (pronunciato twelve-o-eight o twelve-zero-eight) sono una band pop punk/emo di Hermosa Beach, California, formatasi nel 1994.
Il nome 1208 viene dal numero dell'appartamento che i membri della band dividevano. Ad oggi la band ha realizzato due album studio con la Epitaph Records: Feedback Is Payback nel 2002 e Turn of the Screw nel 2004. La loro canzone Fall Apart da Turn of The Screw appare nel videogame per PlayStation 2 e Xbox, Burnout 3: Takedown.
Nel novembre 2006, ci furono delle voci su un possibile nuovo album della band, tuttavia il futuro della band appare incerto. Infatti dal 2006 non sono più state date informazioni sul nuovo album e la band non ha chiarito se sarà pubblicato ancora con la Epitaph o con un'altra etichetta.
Il cantante Alex Flynn è il nipote di Greg Ginn dei Black Flag e dell'artista Raymond Pettibon.

## Formazione
- Alex Flynn - voce
- Neshawn Hubbard - chitarra
- Bryan Parks - basso
- Manny McNamara - batteria

## Discografia

### Album studio
- 2002 - Feedback Is Payback
- 2004 - Turn of the Screw

### Singoli
- Scared Away
- Jimmy
- Next Big Thing